# Phyllocnistis diplomochla
Phyllocnistis diplomochla är en fjärilsart som beskrevs av Turner 1923. Phyllocnistis diplomochla ingår i släktet Phyllocnistis och familjen styltmalar. Inga underarter finns listade i Catalogue of Life.